# Native American Church

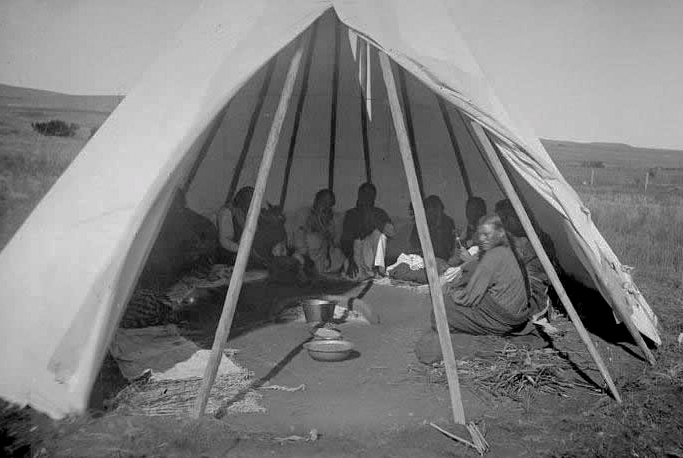
Peyote-Zeremonie im Peyote-Tipi mit dem mondsichelförmigen Altar (1892)

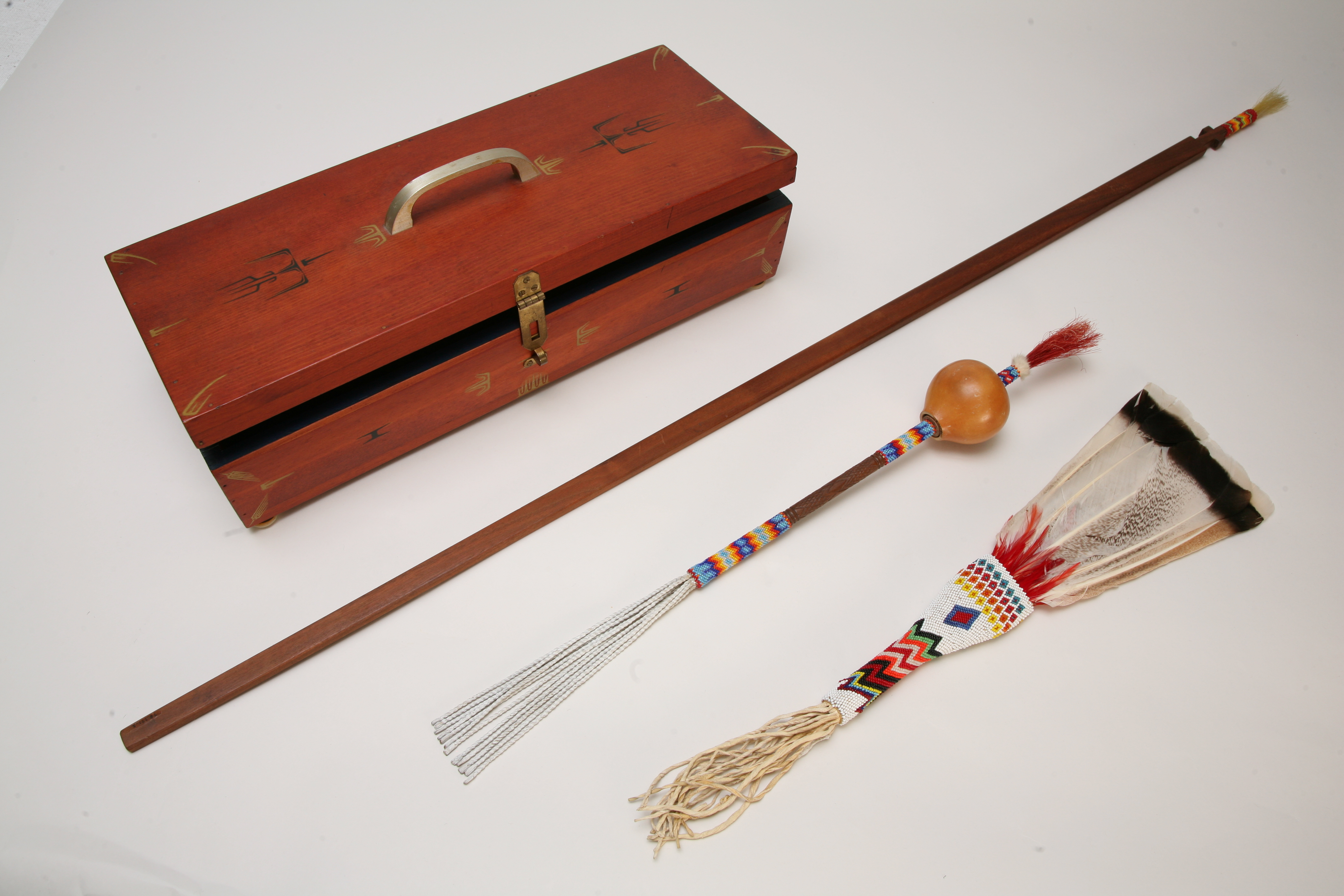
Zeremonialgegenstände des Peyote-Medizinmannes

Die Native American Church (NAC) ist heute die größte Glaubensgemeinschaft der nordamerikanischen Indianer. Das zentrale Element ist der rituelle Genuss des Peyote-Kaktus, der unter anderem die psychoaktive Droge Meskalin enthält. Die Wirkung ist vielfältig und reicht von Enthemmung über Halluzinationen bis zu Angstzuständen. Im religiösen Rahmen verwendet, führt Peyote zu spirituellen Erfahrungen (siehe auch: Entheogen). Aufgrund dessen wird der Glaube der NAC-Angehörigen auch als Peyotismus oder Peyote-Religion bezeichnet.
Der Begriff Kirche (Church) ist irreführend, da sie keine christliche Konfession vertritt. Die Native American Church entstand vielmehr durch eine synkretistische Vermischung verschiedener traditionell-indianischer Religionen und des von europäischen Siedlern mitgebrachten Christentums, speziell die zehn Gebote, zu einer neo-ethnischen Religion.
Da der Peyotismus keine feststehende Lehre oder Doktrin kennt, haben sich in den  verschiedenen Gruppen bisweilen sehr unterschiedliche Ansichten etabliert. In der Regel besteht ein Glaube an einen höchsten Gott, der „Großer Geist“ genannt wird und der mal mehr christlich, mal mehr traditionell (siehe etwa: Wakan, Manitu oder Orenda) aufgefasst wird. Er teilt sich dem Menschen durch diverse Geister mit; wie etwa durch den traditionellen Donnervogel, der die Gebete der Gläubigen zu Gott bringt. Häufig wird das Peyote als beseelter Geist angesehen, der als Repräsentant Gottes gilt oder mit Jesus identifiziert wird. Bei einigen Stämmen gilt Jesus als indianischer Kulturheros, als Fürsprecher bei Gott oder als Schutzgeist, der sich den von Weißen getöteten Indianern zuwendet.
Peyote – im rituellen Kontext gegessen – soll es dem Einzelnen ermöglichen, mit Gott und den Geistern (einschließlich der Ahnen) in Verbindung zu treten; Visionen, spirituelle Kraft, moralische Orientierung oder Heilung zu erhalten.
Der nächtlich stattfindende Ritus, der von Rasseln und Trommeln begleitet wird, findet zumeist in einem Tipi um einen halbmondförmigen Erd-Altar und ein heiliges Feuer statt. Die so genannte „All-Night-Ceremony“ beginnt in der Regel etwa um 20 Uhr an Samstagen und wird von einem „Peyote-Häuptling“ geleitet. Es wird gebetet, gesungen, meditiert, Peyote gegessen und heiliges Wasser getrunken. Zudem wird solches Wasser und Tabak der Mutter Erde geopfert. Der Abschluss ist ein gemeinsames Frühstück am Sonntagmorgen.
Der Lebensweg eines Anhängers der NAC wird als „Peyote Road“ bezeichnet und gebietet brüderliche Liebe, Familienpflege, Selbsthilfe durch stetige Arbeit, den Verzicht auf Alkohol und Gewalt, Monogamie und absolute Ehrlichkeit. Zudem sind Hexerei und magische Praktiken verboten.
Der Peyotismus entstand um 1885 bei den Kiowa und Comanche in Oklahoma. Trotz erheblicher Widerstände wurde 1918 als formaler Überbau die Native American Church der USA gegründet. 1954 entstand die NAC von Kanada. Die Peyote-Religion ist eine der einflussreichsten Instanzen für den modernen Panindianismus (stammesübergreifendes Selbstbewusstsein als „Indianer“) und heute bei mehr als 50 Stämmen vertreten. Da die NAC keine offiziellen Mitglieder hat, beruhen die Angaben von 100.000 bis 225.000 Mitgliedern (1992) allerdings auf Schätzungen.

## Geschichte

### Ursprünge der Peyote-Verwendung

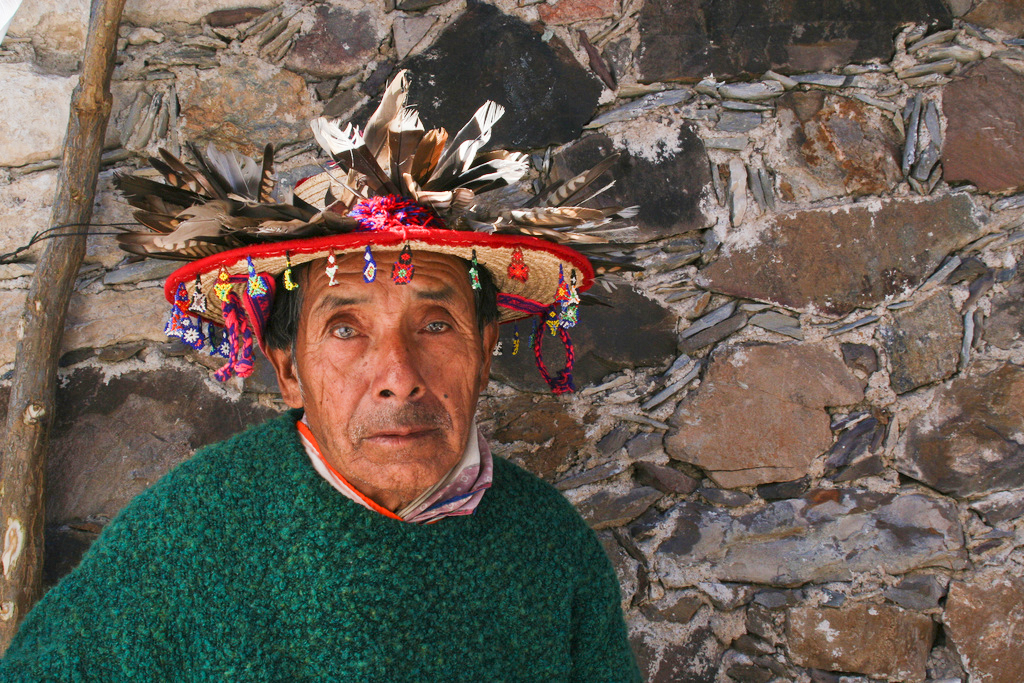
Medizinmann der Huichol aus Zentral-Mexiko, die Peyote seit jeher verwenden

Peyote wurde bereits in präkolumbischer Zeit im Gebiet des heutigen Mexiko von den Azteken zur Kommunikation mit dem Übernatürlichen (Sicherung der Feldfruchtbarkeit, Jagderfolg oder Kriegsglück), aber auch zur Bekämpfung von Hunger, Durst und Ermüdung sowie in der Medizin verwendet. Noch heute findet der Kaktus traditionelle Verwendung bei den mexikanischen Völkern der Tarahumara und der Huichol. Peyote und seine Wirkung war aber bereits sehr viel früher bekannt. Dies beweisen Funde von mittelamerikanischen Grabfiguren aus der Zeit um 200 vor Christus.

### Frühe Integration des Peyote-Rituals in verschiedene Religionen
Die Stämme der Karankawa, Tonkawa, und Lipan-Apache übernahmen den Gebrauch von Peyote bis spätestens 1870 von den Carrizo – die in der Region zwischen Laredo und dem Golf von Mexiko lebten – in ihre traditionellen Religionen. Unter der Annahme, dass die Carrizo die Coahuiltecan der spanischen Quellen sind, bezieht sich die Beschreibung eines Peyote-Rituals aus dem Jahr 1649 von Alonso de León auf die Vorfahren der später als Carrizo bezeichneten Gruppe, deren Selbstbezeichnung verloren ging. Nach der Überlieferung der Lipan waren die Tonkawa der erste nordamerikanische Indianerstamm, der das Peyote-Ritual praktizierte (s. Weblinks Opler). Die nächste Gruppe, die Lipan, wurden erstmals 1757 genannt. Sie flohen vor 1830 vor den Comanche in die Peyote-Region. Die Karankawa wurden noch vor den Tonkawa zu Anhängern des Peyote-Kults. Allerdings ist der Zeitpunkt des ersten Auftretens dieses Ritus bei diesem Stamm umstritten. Es ist aber davon auszugehen, dass die Karankawa schon im 18. Jahrhundert den Peyote-Kult ausübten. Schließlich erlernten die Caddo den Gebrauch von Peyote durch die Tonkawa. Mooney glaubte, die Mescaleros hätten die Peyote-Rituale nach Norden gebracht, doch waren es wohl die Lipan, die sie um 1850 von den Carrizo übernahmen und die sie zu den Stämmen auf dem US-Gebiet brachten.

### Entstehung der eigenständigen Peyote-Religion und der christliche Einfluss

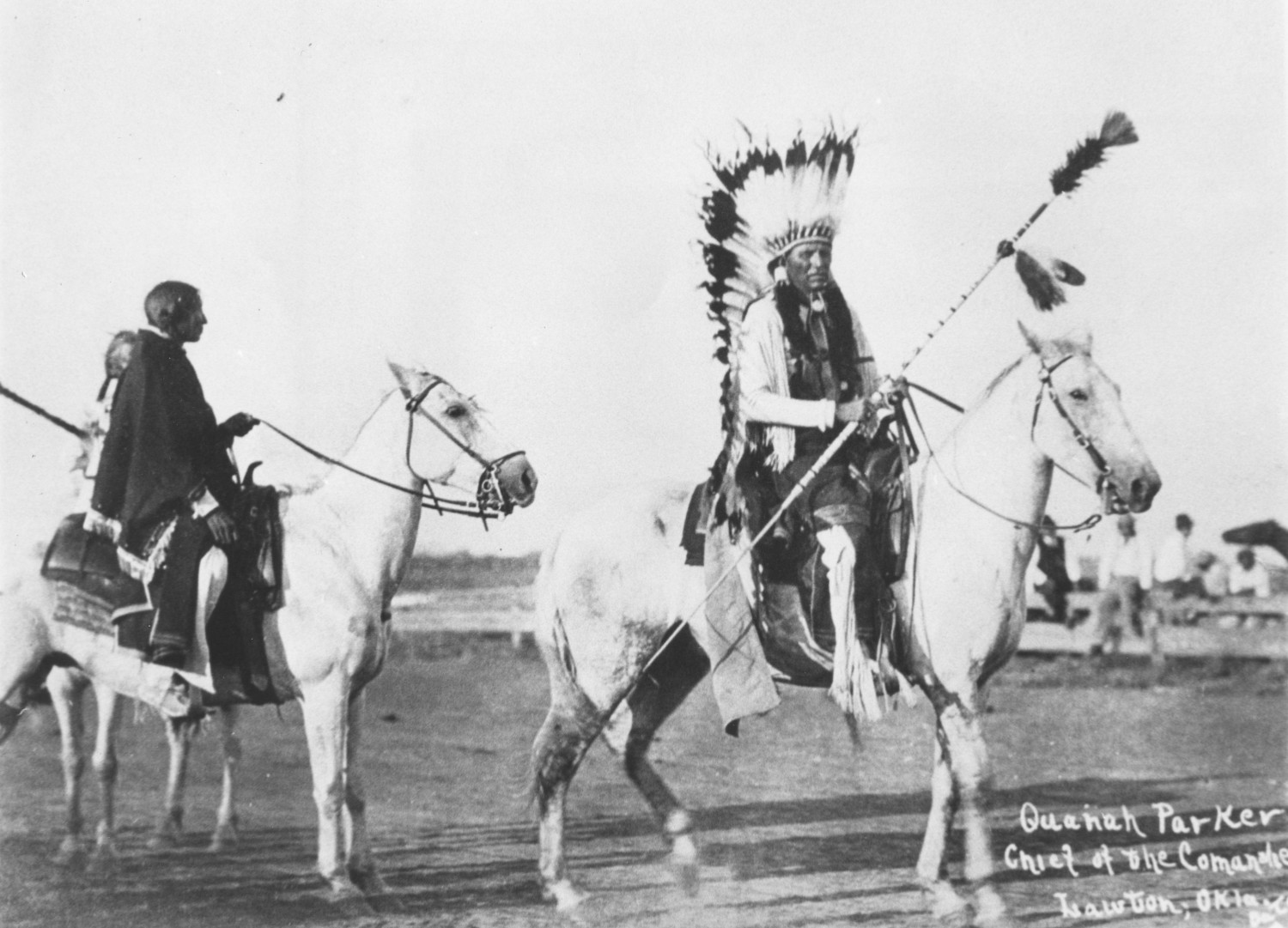
Comanche-Häuptling Quanah Parker spielte eine zentrale Rolle bei der Verbreitung des Peyotismus

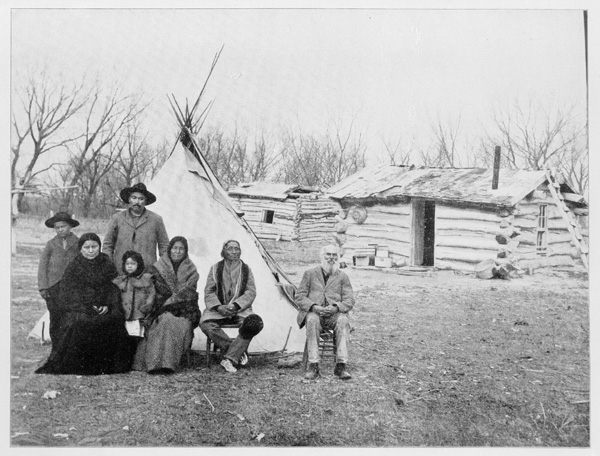
Das Ende der traditionellen freien Lebensweise markiert den Anfang der „Peyote Road“

Von den vorgenannten Stämmen – insbesondere von den Tonkawa – ging die weitere Verbreitung des Rituals aus. Der Schritt zur eigenständigen Religion des Peyotismus vollzog sich um 1885 bei den Comanche und Kiowa im westlichen Oklahoma, die kurz zuvor auf Reservate eingewiesen worden waren. Dies kennzeichnete das Ende ihrer jägerischen Lebensweise und führt zu einer schweren Existenzkrise. Das neue Ritual – das zuerst zur Krankenheilung und zum Erwerb spiritueller Kräfte eingesetzt wurde – wurde schnell zu einem wichtigen neuen sozialen Instrument.
Bei den Stämmen des zentralen und westlichen Nordamerikas fand der neue Kult mit der „spirituellen Droge“ schnell viele Anhänger, denn er bot eine Möglichkeit, das für diese Völker zentrale Ritual der Visionssuche in veränderter Form weiterhin durchzuführen und schuf eine neue stammesübergreifende Identifikation. Das sesshafte Leben in den Reservaten, die kulturelle Entwurzelung und der starke Akkulturationsdruck durch die euroamerikanische Mehrheitsgesellschaft ließ die entbehrungsreiche Visionssuche in der Wildnis immer seltener werden. Die schnelle Verbreitung der Zeremonie und des Peyote (der Kaktus wächst zwischen Zentral-Mexiko und Süd-Texas) im späten 19. und frühen 20. Jahrhundert erfolgte durch sogenannte „Road men“, die von Stamm zu Stamm reisten.
Im Laufe der Zeit veränderte sich das Ritual durch den zunehmenden christlichen Einfluss. Es war immer stärker von katholisch inspirierter Mäßigung und Rückzug auf die Familie gekennzeichnet. Zugleich erleichterten die von den Missionsstationen geförderten Kontakte und Handelsbeziehungen auch den Handel mit der begehrten Substanz.
Der Häuptling Quanah Parker (Comanche), der Medizinmann John Wilson (Caddo), sowie der Lipan-Apache Chevato (nach der Adoption durch Quanah Parker auch als Chebahtah bekannt) waren nach 1890 maßgeblich an der schnellen Ausbreitung des Peyote-Gebrauchs unter den Prärie- und Plainsindianern, im Südwesten und an den Großen Seen beteiligt. Ihr Wirken war zudem eine entscheidende Voraussetzung für die Gründung der Native American Church im Jahr 1918. Zu diesem Zeitpunkt war der Peyote-Kult bereits um zahlreiche christliche Glaubens- und Ritual-Elemente ergänzt worden. 1899 hatte das Oklahoma-Territorium als erster von 15 Bundesstaaten die Verwendung von Peyote verboten, dennoch kam es 1914 zur Gründung der „erstgeborenen Kirche Jesus Christus“ und 1918 zur ersten „Native American Church“. Nach 1934 wurden die Verbote wieder rückgängig gemacht.

### Entwicklung der Native American Church

Symbol der Native American Church

Die erste Erwähnung der Bezeichnung Native American Church ist unklar. Manche Quellen sprechen von 1870, andere von 1890. Da um die Wende zum 20. Jahrhundert bereits in vielen Gruppen der „christliche Glaubensanteil“ überwog, verwundert es nicht, dass die Native American Church sich an der christlichen Kirchenordnung orientierte. Dennoch ist die Peyote-Religion weniger eine indianische Version des Christentums als vielmehr eine nativistische Reaktion auf das Christentum, die allerdings sowohl von den etablierten Kirchen als auch von den Anhängern der traditionellen Religionen abgelehnt wird.
Dies hatte jedoch keinen negativen Einfluss auf den „Siegeszug“ der neuen Indianerreligion: In den 1930ern gehörten rund 50 Prozent der US-amerikanischen Indianer der Native American Church an. Auch heute noch spielt sie eine zentrale Rolle in der panindianischen Bewegung.
Die Navajo (Diné), die ihre unabhängige Kultur als nomadisierende Schafhirten und ihre religiösen Traditionen sehr lange bewahren konnten, wurden erst in den 1930er Jahren – nach der Zwangsreduktion ihrer Herden – vermehrt zu Peyotisten. 1940 wurde die Religion vom Stammesrat der Diné verboten, da er sie als Bedrohung sowohl ihrer Kultur, als auch der christlichen Diné sah. Die Peyotereligion wurde daraufhin nur noch illegal im Untergrund praktiziert, bis das Verbot 1967 wieder aufgehoben wurde. Andere Völker, die noch funktionsfähige traditionelle Religionen hatten – wie etwa die Irokesen, die Pueblo-Kulturen oder die Anishinabe – waren lange Zeit weitgehend „immun“ gegen die neue Religion.
1960 gab es in 11 Bundesstaaten Ableger der NAC. In den 1960ern unterstützten Anthropologen und Menschenrechtsgruppen die Anerkennung dieser Gruppen.
1970 wurde die Verwendung von Peyote im Rahmen religiöser Zeremonien durch die Regierung der USA legalisiert. Ein Urteil des obersten Gerichtshofes stellte es 1990 allerdings den Bundesstaaten frei, Peyote komplett zu verbieten. Viele Indianer werten dieses Urteil als Einschränkung ihrer Religionsfreiheit.
Bei allen Verboten der Peyote-Religion spielte der Vorwurf des Drogenkonsums eine wichtige Rolle. Obwohl der Verzehr des Peyote-Kaktus zu schweren psychischen Nebenwirkungen führen kann, macht der Wirkstoff Meskalin nicht abhängig und führt auch nach anhaltendem (mäßigen) Gebrauch nicht zu Gesundheitsschäden.

## Glaubensvielfalt, Weltanschauung und Anerkennung

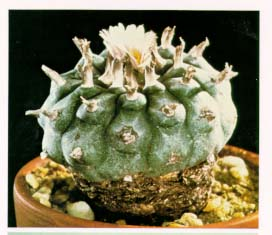
Peyote (Lophophora williamsii)

Der Glaube der Anhänger der Native American Church ist von Stamm zu Stamm verschieden.
Einige der häufigsten Varianten sind:
- der Glaube an Jesus als eingeborenem amerikanischen Held, als Fürsprecher oder spirituellem Hüter der Menschheit,
- der Glaube an die Bibel,
- der Glaube an Peyote als Personifizierung von Gott,
- die Verbindung von Jesus mit Peyote.

Der christliche Einfluss, der heute meistenteils überwiegt oder sich gar völlig durchgesetzt hat, äußert sich recht unterschiedlich. So setzen etwa die Winnebago den Zeremonienmeister, den Trommler und den sogenannten „Zedernmann“ mit Vater, Sohn und heiligem Geist gleich. Die Kiowa schmücken den Wassereimer im Ritus mit Kreuzsymbolen und die Cheyenne ritzen Gebete an Jesus in ihre Kultgegenstände. Die Bibel ist bei ihnen Zubehör des Kultes und bei besonderen Anlässen werden Textstellen aus der Schrift gelesen. Bei einigen Peyote-Gemeinschaften werden christliche oder zumindest christlich beeinflusste Lieder bei manchen Zeremonien gesungen.
Die Anhänger der NAC glauben daran, dass das Ritual und die Gemeinschaft ihnen hilft, mit ihrem Leben und Gott in Einklang zu kommen und sich selbst finden zu können. Dies soll ihnen im alltäglichen Leben Kraft geben. Als ein guter Mensch wird angesehen, wer freundlich, brüderlich, verantwortungsvoll und vor allem mit Liebe handelt. Die Kirche hat einen sehr starken Gemeinschaftscharakter. Viele Mitglieder schließen sich der Kirche an, wenn ihr Leben von Drogenmissbrauch bedroht ist. Sie soll ihnen Kraft geben, davon Abstand zu nehmen.
Diese Ansicht von Peyote als Heilmittel gegen Alkoholismus und andere gesellschaftsbedingte Krankheiten ist unter anderem ein Grund dafür, dass das amerikanische Bundesgesetz und viele Staatsgesetze die Mitglieder der Native American Church privilegieren. Sie werden nicht für Drogenmissbrauch verfolgt, wie andere Konsumenten des Peyote und Meskalin. Es dürfen sich nur Mitglieder registrierter Indianerstämme der Kirche anschließen, Menschen anderer Abstammung ist die Mitgliedschaft verwehrt.